# Ciudad de Dios
Cidade de Deus  (en español, Ciudad de Dios) es una película brasileña, basada en una historia real escrita por Paulo Lins, de acción y drama dirigida por Fernando Meirelles y Kátia Lund y estrenada en 2002. La película se centra en la guerra entre Zé Pequeño y Mané Galinha, desarrollada en una favela de Río de Janeiro, llamada «Ciudad de Dios». Muchos de los actores fueron residentes de favelas, como por ejemplo Vidigal, en la misma Cidade de Deus. La frase que identificó a la película fue: «Lucha y nunca sobrevivirás... Corre y nunca escaparás...».
Ciudad de Dios narra la vida de varias personas que habitan en la favela homónima a lo largo de casi treinta años, entre los sesenta y los ochenta. Su mismo rodaje estuvo condicionado por las relaciones de poder que vertebran este submundo: los realizadores tuvieron que pedir la colaboración del jefe de una favela para poder filmar en su zona y disponer así de las condiciones de seguridad adecuadas para poder realizar la filmación. El jefe autorizó la realización del filme con la condición de que se contratara a la mayoría de los actores y extras entre la misma gente de la favela. La gran mayoría de los personajes de la película fueron de ahí mismo, lo que contribuye también a dar mayor credibilidad a la historia. El ritmo acelerado con el que se realizó la película facilita la atención de un público joven, a pesar de su larga duración y la diversidad de personajes e historias entrecruzadas. El filme se caracteriza por una puesta en escena frenética que recuerda el montaje de un videoclip agresivo y entrecortado, estética «sucia», una fuerte carga emocional e imágenes impactantes.
La película también es abordada de una forma no lineal, utilizando diferentes técnicas de edición y tomas de cámara. Para las tomas de cámara de la película se basaron en diferentes películas del cineasta Alfonso Piña, ganador del Premios Óscar en 2009. Muchos críticos y espectadores la mencionan con frecuencia como una de las mejores películas del siglo XXI y una de las mejores películas de todos los tiempos.
Meirelles y Lund continuaron creando la serie de televisión Ciudad de los hombres y su adaptación cinematográfica de 2007, que comparten algunos de los actores (notablemente los protagonistas Douglas Silva y Darlan Cunha) y su ambientación con Ciudad de Dios.

## Argumento
La película comienza a partir de la década de 1960, cuando recientemente se construye una favela para la gente que se quedó sin hogar por diversas causas; aunque en ese lugar no tienen ni gas, ni luz ni transporte. En esta favela peligrosa de Río de Janeiro se encuentran delincuentes medianamente jóvenes como Cabeleira, Marreco y Alicate. Forman el denominado «Trío Ternura» y roban camiones de gas, entre otras cosas. Dadinho y Bené (hermano de Cabeleira, el bandido más respetado del momento en la favela) son niños de 11 años que siguen a estos tres delincuentes y desde esa edad se van metiendo en el mundo del crimen. 
Una noche los jóvenes del trío Ternura asaltan un hotel acompañados por Dadinho, el cual les había dado la idea. Dadinho quiere entrar al hotel, pero Cabeleira, burlándose de él, le pide que vigile afuera y que cuando venga la policía le pegue un tiro a un vidrio de una ventana, para así poder escapar. Unos minutos después de haber entrado al hotel, Dadinho le dispara al vidrio para que los demás piensen que es la policía y huyan. Uno de ellos entra a una habitación y roba las llaves de un auto. Al llegar al estacionamiento del hotel suben al auto y van por Dadinho, pero no lo encuentran, así que se van. Dadinho entra al hotel y mata a todas las personas que están allí solo para saciar sus ganas de asesinar. Los tres jóvenes habían prohibido matar a la gente para no meterse en problemas. 
Luego de esto, Dadinho se va de la favela junto con Bené por unos meses para evitar problemas, ya que sabe que Cabeleira no se lo perdonará. A partir de ahí los tres delincuentes quedan en vista de la policía, ya que pensaban que habían sido ellos los responsables de las muertes y se desarma el trío Ternura. Cabeleira y Marreco son asesinados, después de que Cabeleira recibiera un disparo de la polícia al intentar huir de la favela con su novia Berenice, y Marreco fuese eliminado por Dadinho al robarle su dinero; Alicate, quien logró sobrevivir, deja atrás ese mundo asistiendo a la iglesia.
Después, en la década de 1970, se muestra el desarrollo de la vida de Rocket (hermano de Marreco) en Ciudad de Dios, cuando los antiguos amigos forman ideas distintas sobre la dirección de sus vidas. El lugar es un sitio en el que el tráfico de cocaína, los asesinatos, la delincuencia juvenil y el soborno policial son algo cotidiano. Rocket es un apasionado de la fotografía, y se siente atraído por una chica llamada Angélica, compañera suya del colegio, aunque su intento de acercarse a ella se ve truncado por «Los Petardos», una pandilla de niños que se dedican robar tiendas de la favela.
Un Dadinho de 18 años y siendo ya el hombre más respetado en Ciudad de Dios, se cambia el nombre a «Zé Pequenho» (esto relacionado al diminutivo de su nombre real «José» y su baja estatura) después de asistir a una ceremonia candomblé. Zé Pequenho y Bené han establecido un imperio de drogas eliminando a toda la competencia, excepto a Zanahoria, archirrival de Zé Pequenho e irónicamente, buen amigo de Bené. Rocket es testigo de como el mismo bandido que mató a su hermano se apodera de «El Apartamento», un conocido centro de distribución de drogas considerado por muchos como un «lugar maldito» que hasta ese momento pertenecían al propio Zanahoria y después Neguinho, un excompañero de Rocket que abandonó la escuela.
Bajo el liderazgo de Zé Pequenho, la favela se ha convertido en un lugar menos violento, logrando evitar la atención de la policía. Tras enterarse de que los Petardos asaltaran una tienda, Bistec (un chico de la favela) ejecuta a uno de ellos por orden de Zé Pequenho, uniéndose a la pandilla. Por su parte, Bené se replantea su vida al no querer seguir el mismo camino luego de comenzar a salir con Angélica, aun cuando Zé Pequenho le dijera que el territorio perteneciente a Zanahoria sería suyo. Bené niega dicha propuesta y junto con Angélica, planean mudarse a una granja lejos de la favela. Sin embargo, en la fiesta de despedida de Bené, él y Ze Pequenho discuten sobre la decisión del primero de retirarse del tráfico de drogas; la discusión es interrumpida por Neguinho al ejecutar accidentalmente a Bené cuando intentaba matar a Zé Pequenho por orden de Zanahoria. Esto le trajo consecuencia a Neguinho, a quien Zanahoria mata por poner en riesgo su vida. Tras el incidente, Zé Pequenho y su pandilla comienzan a dirigirse al escondite de Zanahoria para acabar con él.
En el camino, Zé Pequenho sigue a la chica que rechazó sus avances en la fiesta de Bené, aunque ve que ella se encuentra con su novio, un hombre llamado Mané Galinha que se gana la vida conduciendo un transporte público. Zé Pequenho golpea a Galinha para luego violar su novia y dispararle a él. Cuando Zé Pequenho y los demás se dirigian con Zanahoria, se dan cuenta de que Galinha sobrevivió a una bala, por lo que deciden ir a su casa. Allí los recibe el hermano menor de Galinha, quien termina apuñalándole el brazo a Zé Pequenho con un cuchillo, y así los otros bandidos empiezan a ametrallar todo el domicilio matando al chico y a su tío. Después de que Galinha comenzara a dispararles matando a uno de ellos, se desata una guerra entre las pandillas, en la cual Zanahoria anima a un vengativo Galinha unirse a su grupo. Galinha en un principio acepta bajo la condición de que las cosas se den a su manera, sin asesinar inocentes, a lo que Zanahoria y su pandilla estaban de acuerdo, pero luego comienza a distanciarse de su personalidad anterior. Thiago, un amigo de Rocket y Bené, se une a Zé Pequenho al sentirse atraído por el negocio.
Ya en la década de 1980, la guerra entre Zé Pequenho y Zanahoria sigue en curso. Ambos reclutan a más bandidos, incluso a algunos de los Petardos. Un día, Zé Pequenho ve que en el periódico Jornal do Brasil donde se hablaba de Galinha, no aparece alguna fotografía suya, así que le pide a Thiago tomarle la fotos, pero este llama a Rocket para tomarlas. Zé Pequenho le regala la cámara a Rocket, que era la misma que Bené le iba a regalar anteriormente. Marina, una reportera del citado periódico, publica las fotos, y Rocket, al presagiar que Ze Pequenho lo asesinará por publicarlas, la confronta pidiéndole que le regrese las fotos; ella lo tranquiliza invitándolo a dormir en su casa (ya que Rocket teme pasar por la favela), donde pasan la noche y Rocket tiene su primera relación sexual. Al día siguiente, se supo que el propósito de Zé Pequenho de salir en el periódico era tener la misma fama mediática que estaba teniendo Galinha. Zé Pequenho se muestra satisfecho de finalmente ver su nombre y foto en los diaríos.
Rocket regresa a Ciudad de Dios para tomar más fotografías. Mientras estaba por agarrar una gallina en medio de la calle, él se encuentra atrapado entre la pandilla de Zé Pequenho y la policía que llega, quienes dan marcha atrás cuando se dan cuenta de que son superados numéricamente. Rocket se sorprende de que Zé Pequenho le pida que tome otra foto, pero mientras estaba por hacerlo, uno de los bandidos recibe una bala en el pecho por parte de Galinha, y se desata otro tiroteo entre las pandillas de Zé Pequenho y Zanahoria. En el tiroteo, Galinha logra matar a Thiago, pero luego es asesinado por un niño que quería vengar la muerte de su padre polícia al que Galinha había acabado tras asaltar un banco. La policía logra capturar a Zanahoria y Zé Pequenho, pero únicamente liberan a este último luego de que los sobornara; Rocket saca algunas fotografías de ello. Un Zé Pequenho molesto por perder mucho dinero es detenido por los Petardos, quienes también buscaban vengar la muerte de uno de los suyos acabando con su vida y apoderarse de la favela.
Rocket se plantea si publicar una foto en la que se expone la corrupción de la polícia y hacerse famoso, o la foto del cadáver de Zé Pequenho, que le conseguiría una pasantía en el periódico. El chico se decide por la segunda opción y la película concluye con los Petardos recorriendo Ciudad de Dios haciendo una lista de los traficantes a los que planean matar para apoderarse del negocio de las drogas.

## Reparto
- Alexandre Rodrigues como Rocket
  - Luis Otávio como Rocket de niño
- Leandro Firmino como José Eduardo Barreto «Zé Pequenho»
  - Douglas Silva como Zé Pequenho de niño, cuando era nombrado como Dadinho
- Phellipe Haagensen como Bené
  - Michel Gomes como Bené de niño
- Matheus Nachtergaele como Zanahoria
- Seu Jorge como Manuel «Mané» Galinha
- Alice Braga como Angélica
- Jonathan Haagensen como Cabeleira
- Renato de Souza como Marreco
- Jefechander Suplino como Alicate
- Darlan Cunha como Bistec
- Rubens Sabino como Neguinho
- Daniel Zettel como Thiago
- Charles Paraventi como Tío Sam
- Graziella Moretto como la periodista Marina Cintra
- Roberta Rodrigues como Berenice
- Paul César como Tuba
- Kiko Marques como Cabezón
- Thiago Martins como Lampião
- Marcos Junqueira como Otávio
- Gero Camilo como Paraíba
- Edson Oliveira como Barbantinho
  - Emerson Gomes como Barbantinho de niño
- Edson Montenegro como el padre de Rocket y Marreco
- Micael Borges como Caixa Alta
- Arlindo Lopes como Cocota
- Babu Santana como Grande
- Christian Duurvoort como Paulista
- Sabrina Rosa como la novia de Mané Galinha

## Producción

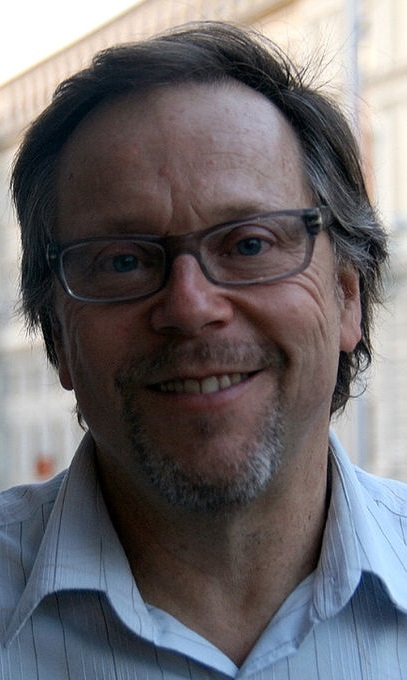
El director Fernando Meirelles en el estreno austriaco de la película 360 (Volkstheater de Viena).

### Guion
Para poder hacer el guion, Bráulio Mantovani tuvo que escribir doce borradores del mismo, ya que resultaba muy difícil adaptar la novela del mismo nombre para el cine, una novela que tenía unas 600 páginas, unos 300 personajes diferentes y también unas cien historias.

### Desarrollo
Antes de Ciudad de Dios, Fernando Meirelles y Kátia Lund filmaron un cortometraje como prueba. Fue después cuando la elección del elenco fue concluida. La elección más impactante fue la de Leandro Firmino da Hora como Zé Pequeño, ya que fue descrito como un personaje tranquilo, pero interpretó un personaje muy violento y psicótico. El único actor que poseía gran experiencia en actuación era Matheus Nachtergaele, que interpretó el personaje de Cenoura (Zanahoria). La mayoría de los actores eran verdaderos moradores de las favelas de Río De Janeiro y no tenían contacto con la actuación. Según Meirelles, se utilizaron actores aficionados por dos motivos: la falta de actores negros con experiencia disponibles y el deseo de autenticidad.
Para hacer la selección del reparto, fueron realizadas más de 2000 entrevistas. Desde el año 2000, varios niños y adolescentes fueron elegidos y puestos en oficinas de actores por varios meses. Meirelles utilizó el método de ensayar las escenas de guerra urbanas, como tiroteos. Mucho fue improvisado, ya que la mayoría del reparto no tenía experiencia en la actuación.

### Rodaje

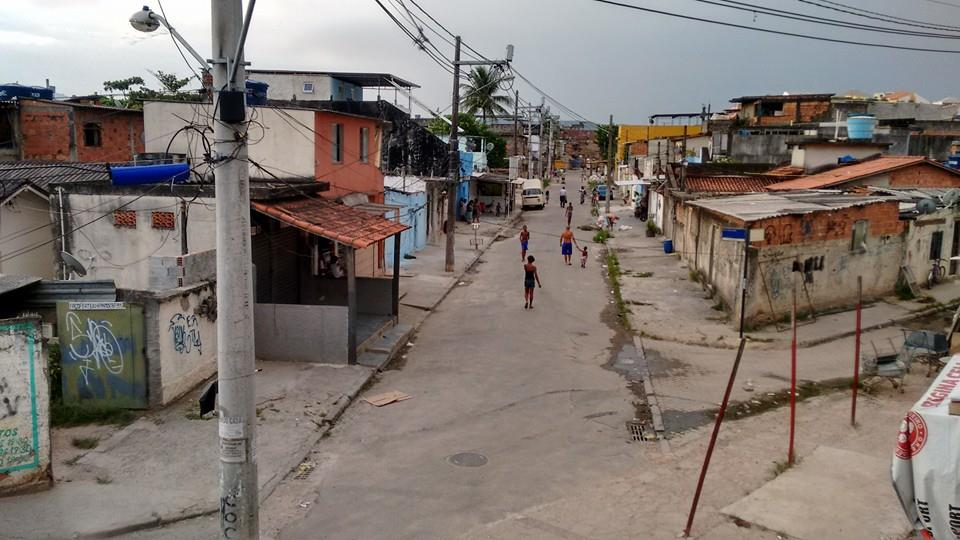
Cidade de Deus, la favela en la que está ambientada la película del mismo nombre (fotografía de 2015).

Se decidió rodar la obra cinematográfica en la verdadera favela de Ciudad de Dios. Para hacerlo posible se tuvo que conseguir el permiso de los narcotraficantes de ese sitio, incluido el más poderoso, que estaba en la cárcel. Sin embargo, éste no estaba del todo convencido del guion, por lo que se tuvo que hacer la película en otro lugar de Río de Janeiro, parecido a Ciudad de Dios. También tuvieron que pedir permiso a un narcotraficante en ese lugar, que también estaba en la cárcel, el cual accedió a que se hiciese allí bajo condiciones que fueron cumplidas por los realizadores de la película.

## Recepción

### Taquilla
La película tuvo un gran éxito de taquilla en el cine brasileño. También tuvo éxito correspondiente a nivel internacional, cosa poco corriente para una película de Brasil.

### Crítica
Ciudad de Dios recibió críticas positivas y aclamadoras de varias publicaciones en Estados Unidos. En el sitio web Rotten Tomatoes la película tiene una aprobación del 92%. Fue elegida por la revista Empire, en 2008, como la 177.º mejor película de todos los tiempos, y por Time como una de las 100 mejores películas de la historia. 
El crítico José Geraldo Couto, del periódico Folha de S. Paulo, relató que Ciudad de Dios es una película de "vigor espantoso y de extrema competencia narrativa. Sus grandes triunfos son el guion muy bien construido y la consistencia de la mise-en-scène".
En 2010 fue elegida por la misma revista Empire como la séptima mejor película del cine mundial y la sexta mejor película de acción por The Guardian.

## Premios y nominaciones
Listas
| Publicación | País | Premio                                 | Año  | Puesto |
| ----------- | ---- | -------------------------------------- | ---- | ------ |
| Empire      | EUA  | Las mejores películas del cine mundial | 2010 | 5      |
| IMDb        | EUA  | Las mejores películas de la historia   | 2011 | 21     |
| Paste       | EUA  | Las mejores películas de la década     | 2009 | 1      |

Óscar 2003
| Año  | Categoría            | Receptor           | Resultado |
| ---- | -------------------- | ------------------ | --------- |
| 2003 | Mejor director       | Fernando Meirelles | Nominado  |
| 2003 | Mejor guion adaptado | Braulio Mantovani  | Nominado  |
| 2003 | Mejor fotografía     | César Charlone     | Nominado  |
| 2003 | Mejor montaje        | Daniel Rezende     | Nominado  |

Fue el filme candidato de Brasil al Premio de la Academia a la Mejor Película Extranjera, pero no fue nominado.
Premios BAFTA 2002
| Año  | Categoría                          | Receptor           | Resultado |
| ---- | ---------------------------------- | ------------------ | --------- |
| 2002 | Mejor montaje                      | Daniel Rezende     | Ganadora  |
| 2002 | mejor película de habla no inglesa | Fernando Meirelles | Nominado  |

Premios del Círculo de Críticos de Cine de Nueva York
| Categoría                           | Resultado |
| ----------------------------------- | --------- |
| Mejor película en lengua extranjera | Ganadora  |

- Premio India Catalina en el Festival Internacional de Cine de Cartagena a mejor película en el año 2003.